# Ottokar IV. (Steiermark)

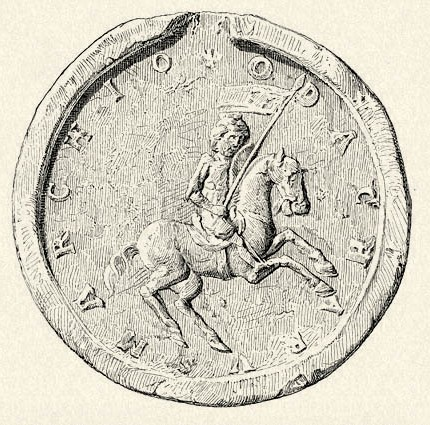
Ottokar IV.

Ottokar IV. (auch Otakar, * 1163; † 8. Mai 1192) war ab 1164 Markgraf, ab 1180 Herzog der Steiermark. Er stammte aus dem Geschlecht der Traungauer, seine Eltern waren Markgraf Ottokar III. († 1164) und Kunigunde von Vohburg († 1184).
Da Ottokar beim Tode seines Vaters erst ein Jahr alt war, führte seine Mutter Kunigunde in bewährter Manier nach Art ihrer Schwiegermutter Sophie bis zu seiner Volljährigkeit 1180 die Amtsgeschäfte. 1180, nach dem Sturz Heinrich des Löwen, wurde die Steiermark als selbstständiges Herzogtum von Bayern abgetrennt und Ottokar von seinem Onkel, dem Schwager seiner Mutter, Kaiser Friedrich Barbarossa zum Herzog ernannt.
Er gründete zwischen 1170 und 1183 die Stadt Fürstenfeld.
Ein nicht näher bekannter tragischer Umstand fügte es, dass der junge Ottokar an Aussatz erkrankte und dadurch keine Nachkommen zu erwarten hatte. Am 17. August 1186 traf er sich auf dem Georgenberg in Enns mit dem Babenberger Herzog Leopold V. von Österreich, um einen Erbvertrag abzuschließen (Georgenberger Handfeste), der von Kaiser Friedrich Barbarossa genehmigt wurde. Der ersternannte Herzog der Steiermark, Ottokar IV. starb im Mai 1192 kinderlos als letzter Traungauer.